# Skänk (möbel)

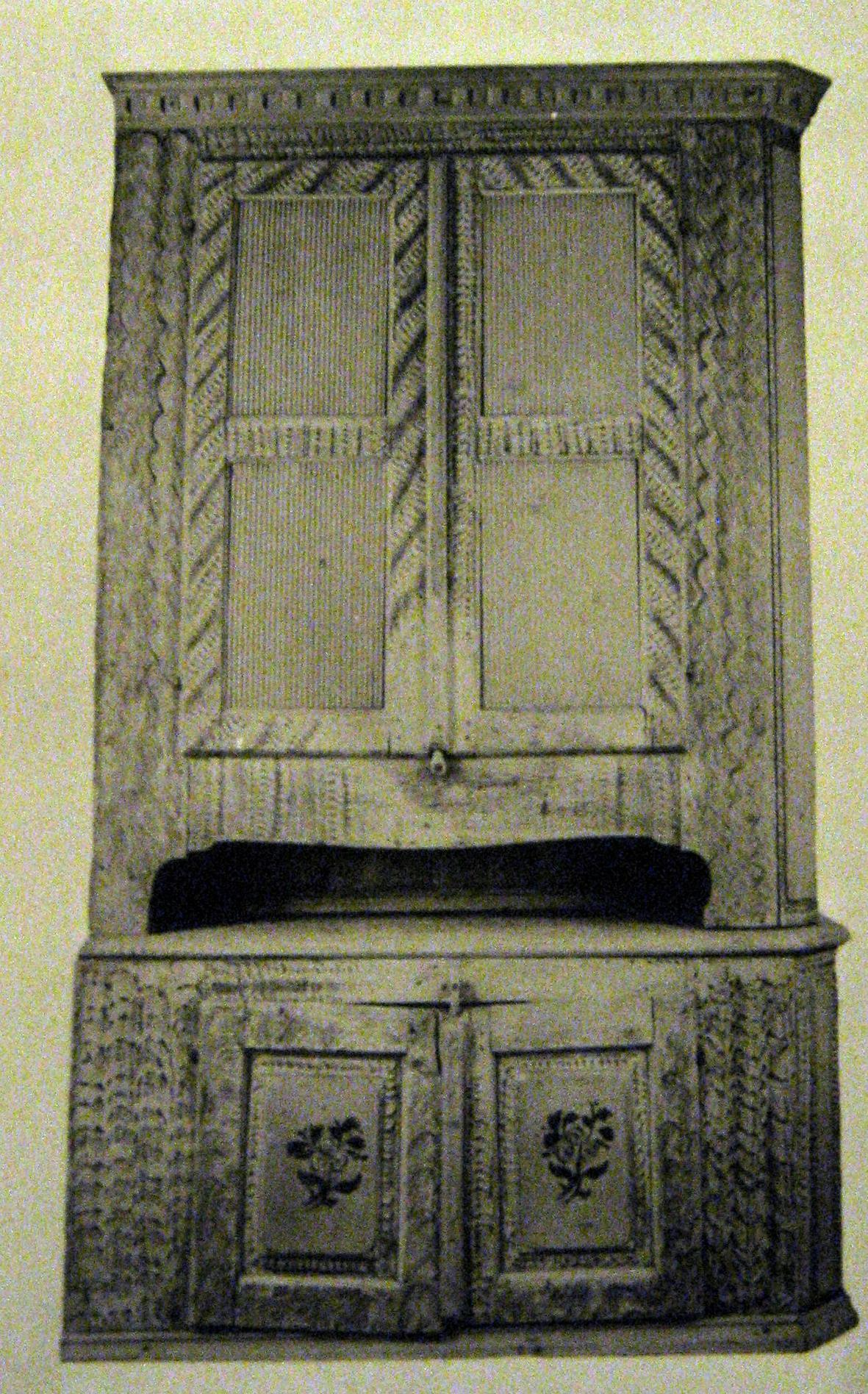
Väggskänk från Nordmalings socken, tidigt 1800-tal.

En skänk, ibland sideboard, är en typ av förvaringsmöbel för porslin och andra köksutensiler med en avställningsyta på ovansidan, ursprungligen avsedd att servera ifrån, ibland försedd med en kant. Skänkar från 1800-talet har ofta även en spegel monterad bakom avställningsytan. Namnet kommer av möbelns syfte att skänka (servera) ifrån.
Äldre skänkar har ofta en skåpsöverdel ovanpå underdelen, om överdelen bärs upp av stolpar kallas typen stolpskänk, en skänk med hyllor ovanför skänkdelen kallas hyllskänk.
En lägre, avlång modell av skänk såsom de såg ut under 1900-talet kallas vanligen byffé, men namnet förekommer ibland även på möbler från slutet av 1800-talet med skåpsöverdel.

## Historik

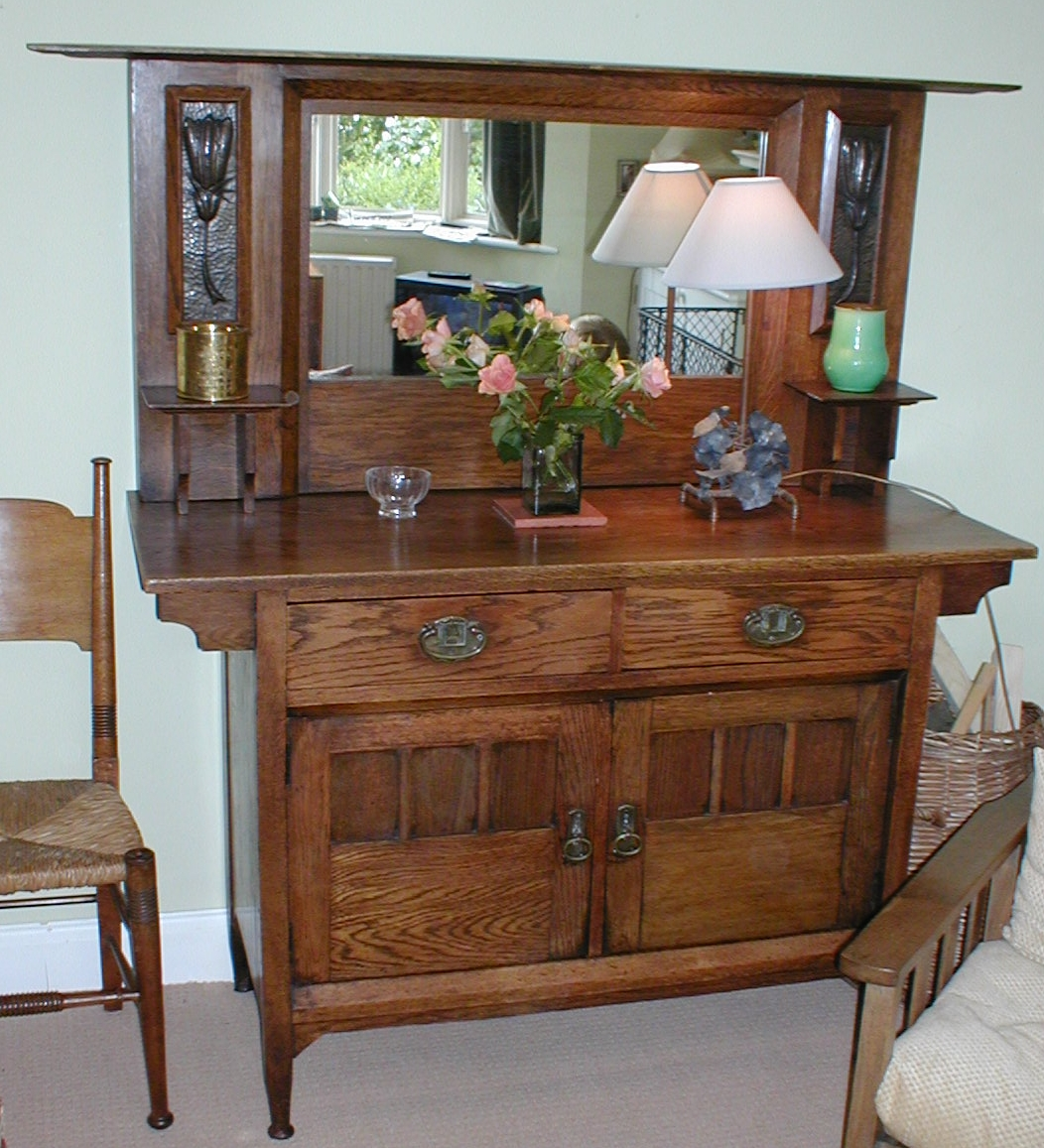
Skänk eller sideboard från tidigt 1900-tal.

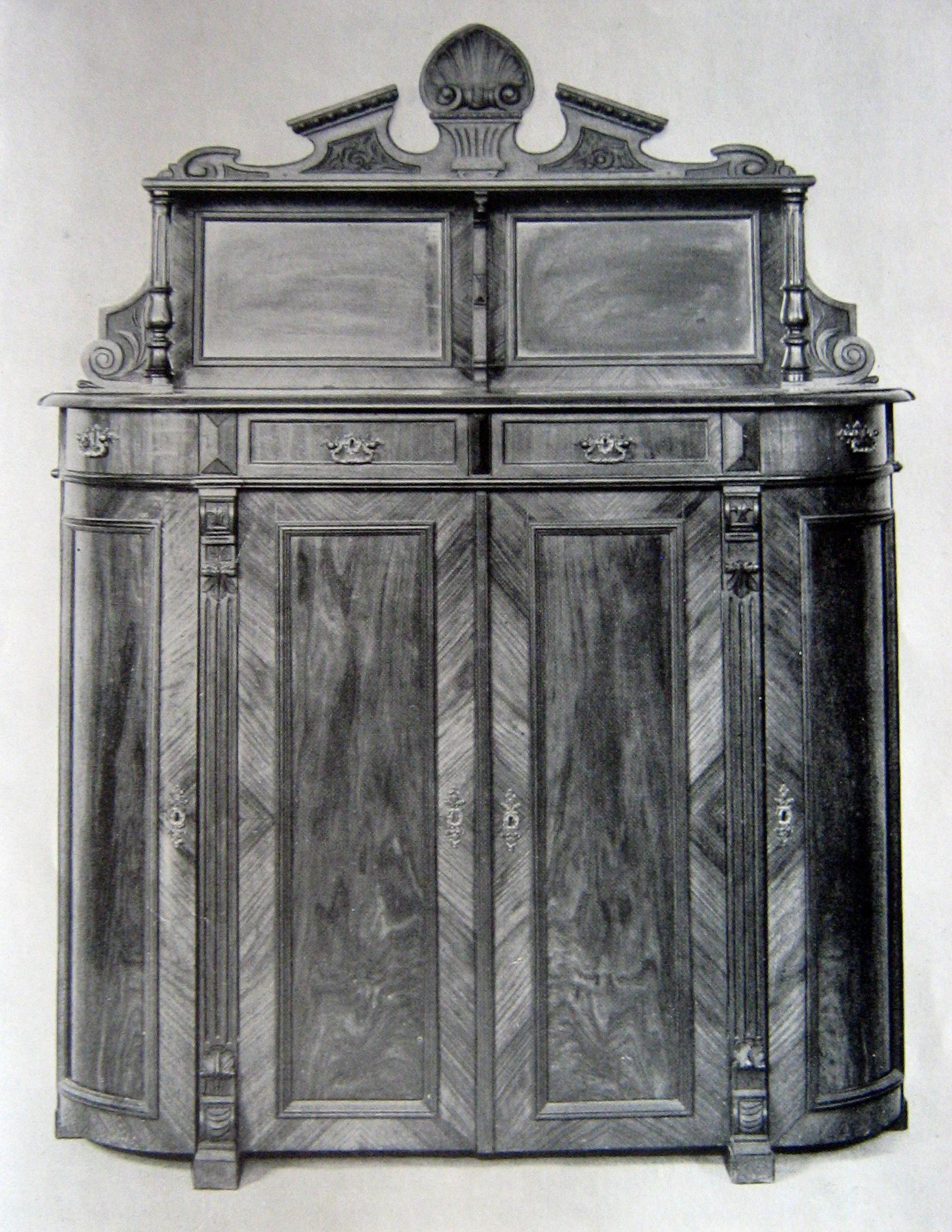
Skänk i Oscar II:s klassicism från slutet av 1800-talet.

Skänkens historia är lång och komplicerad. I isländska och norska källor från medeltiden omtalas kannestolar och kannebänkar ("kannabekkr"). Det är oklart vad som åsyftats, ibland har benämningen senare använts om ett mindre bord, placerat under en kärlhylla, ibland om hyllskänkar med framskjutande avsats. Baldakinskänken är en hyllskänk med ett tak ovanför översta hyllan, som skjuter fram som en baldakin. Ofta är taket snedlutande och profilerat. Denna skänktyp förekom redan i 1300-talets Frankrike, men typen var vanlig även i Norge. I Italien under ungrenässansen på 1400-talet föddes Credenzonen. Den är ett lågt skåp med dörrar i en våning på låga fötter, ibland på senare varianter med små lådor ovanför skåpsraden. Med renässansen föddes stolpskänken och hyllskänken. Redan på 1600-talet övergår skänken till att vara en köksmöbel och förlorar sitt intresse för möbeldesignen, och det är främst i allmogekulturen som skänken fortsätter att vara en betydelsefull inredningsdetalj. På 1800-talet återkommer den dock med intresset för äldre möbelstilar.